# 张立克 (少将)
张立克（？—），男，河北南和人，中共党员，海军少将，中共政治人物，軍人。

## 生平
曾任中国人民解放军山东省军区司令员，第十四届全国人大代表，山东省十四届人大代表。

## 军衔
2019年12月，晋升少将军衔。